# Ázere (Arcos de Valdevez)
Ázere ist eine Gemeinde (Freguesia) im nordportugiesischen Kreis Arcos de Valdevez. In ihr leben 207 Einwohner (Stand 19. April 2021).